# Université de Toulon
 (juillet 2024).
La mise en forme du texte ne suit pas les recommandations de Wikipédia : il faut le « wikifier ».
Les points d'amélioration suivants sont les cas les plus fréquents. Le détail des points à revoir est peut-être précisé sur la page de discussion.
- Les titres sont pré-formatés par le logiciel. Ils ne sont ni en capitales, ni en gras.
- Le texte ne doit pas être écrit en capitales (les noms de famille non plus), ni en gras, ni en italique, ni en « petit »…
- Le gras n'est utilisé que pour surligner le titre de l'article dans l'introduction, une seule fois.
- L'italique est rarement utilisé : mots en langue étrangère, titres d'œuvres, noms de bateaux, etc.
- Les citations ne sont pas en italique mais en corps de texte normal. Elles sont entourées par des guillemets français : « et ».
- Les listes à puces sont à éviter, des paragraphes rédigés étant largement préférés. Les tableaux sont à réserver à la présentation de données structurées (résultats, etc.).
- Les appels de note de bas de page (petits chiffres en exposant, introduits par l'outil «  Source ») sont à placer entre la fin de phrase et le point final[comme ça].
- Les liens internes (vers d'autres articles de Wikipédia) sont à choisir avec parcimonie. Créez des liens vers des articles approfondissant le sujet. Les termes génériques sans rapport avec le sujet sont à éviter, ainsi que les répétitions de liens vers un même terme.
- Les liens externes sont à placer uniquement dans une section « Liens externes », à la fin de l'article. Ces liens sont à choisir avec parcimonie suivant les règles définies. Si un lien sert de source à l'article, son insertion dans le texte est à faire par les notes de bas de page.
- La présentation des références doit suivre les conventions bibliographiques. Il est recommandé d'utiliser les modèles {{Ouvrage}}, {{Chapitre}}, {{Article}}, {{Lien web}} et/ou {{Bibliographie}}. Le mode d'édition visuel peut mettre en forme automatiquement les références.
- Insérer une infobox (cadre d'informations à droite) n'est pas obligatoire pour parachever la mise en page.

Pour une aide détaillée, merci de consulter Aide:Wikification.
Si vous pensez que ces points ont été résolus, vous pouvez retirer ce bandeau et améliorer la mise en forme d'un autre article.
L'université de Toulon est une université située à Toulon en France créée en 1979. Elle possède des lieux d'implantation à Toulon, La Garde - La Valette, La Seyne-sur-Mer et Draguignan dont deux lieux d'implantation majeurs dans la zone universitaire de la Garde/la Valette et au niveau de la porte d'Italie (campus Porte d’Italie) au  centre de Toulon.
L'université est spécialisée dans l'enseignement des sciences et des techniques, du droit, des sciences économiques, du sport et des sciences humaines, et forme environ 10 000 étudiants dans ces domaines.

## Historique

### Dates clefs
Les premières composantes d'enseignements s'installent en 1968 sur un domaine agricole de 20 hectares. Cette propriété, mi-forêt mi-vignoble, abritait à l'origine le château Saint-Michel, ancienne résidence d'été des seigneurs de La Garde au XVIe siècle. Ce domaine a été vendu à la ville de Toulon qui en fit le terrain de l'université.
De nouvelles composantes furent ensuite développées sur l'ensemble du département : Toulon, La Valette, Draguignan, et Saint-Raphaël. L'université change de nom en 2004 et devient l'Université du Sud Toulon-Var (USTV). Elle change à nouveau de nom en 2013 pour devenir l'université de Toulon.
- 1er septembre 1968 : création de l'IUT de Toulon comportant le département Gestion des entreprises et des administrations[3].
- rentrée 1969 : création du département Génie mécanique et Productique à l'IUT.
- rentrée 1970 : création du département Techniques de commercialisation à l'IUT. Création du département Génie électrique et Informatique industrielle à l'IUT.
- 25 juin 1970 : création du Centre universitaire de Toulon et du Var (décret no 70-582 du 25 juin 1970) comportant 3 unités d'enseignement et de recherche : IUT, UFR de Sciences et Techniques et UFR de Sciences juridiques et économiques.
- rentrée 1972 : création de la formation continue.
- 1er octobre 1979 : transformation du Centre universitaire de Toulon et du Var en Université de Toulon et du Var (décret no 79-150 du 22 février 1979).
- 6 mars 1985 : création de l'UFR de Sciences économiques (conseil d'administration du 6 mars 1985).
- rentrée 1988 : création du département Biologie appliquée à l'IUT (arrêté du 8 avril 1988).
- rentrée 1991 : création de l'école d'ingénieurs ISITV. Création de l'UFR Lettres et Sciences humaines avec une filière Langues étrangères appliquées (LEA).
- rentrée 1992 : création du département Génie industriel et Maintenance à l'IUT.
- rentrée 1994 : création d'une antenne de l'IUT à Saint-Raphaël avec l'ouverture du département Services et Réseaux de communication. Création d'une antenne de l'IUT à Draguignan avec l'ouverture du département Gestion des entreprises et des administrations.
- rentrée 1996 : création de la filière STAPS. Création de la filière LLCE anglais et espagnol. Création de la filière Lettres modernes (LM)
- rentrée 1997 : création de l'Université du Temps libre.
- rentrée 2000 : la filière STAPS devient un UFR. Création de l'incubateur d'entreprises. Certification ISO 9002 de la Faculté des Lettres, de la formation continue, de l'UFR Sciences de gestion. Création de l'IUP Sciences de gestion. Création de l'École doctorale. Inauguration du pôle technologique.
- rentrée 2001 : création de l'IUP de Droit social.
- rentrée 2002 : création de l'IUP Ingémédia, Ingénierie de l'Internet et du Multimédia, à l'initiative du Pr Luc Quoniam.
- rentrée 2004 : adoption par l'université du Sud-Toulon-Var de la réforme LMD sur l'harmonisation européenne des diplômes.
- rentrée 2005 : participation de l'USTV aux pôles de compétitivité.
- rentrée 2008 : l'institut Ingémédia devient une unité de formation et de recherche en sciences de l'information et de la communication (UFR Ingémédia)
- 2009 : un rapport administratif commandé par le ministère de l'Enseignement supérieur sur un trafic présumé de diplômes au bénéfice d'étudiants étrangers à l'université de Toulon mettrait en cause l'institution pour « des recrutements douteux d'étudiants étrangers ». Les inspecteurs généraux chargés de l'enquête auraient constaté de « graves dysfonctionnements au sommet de l'université varoise, notamment dans les procédures d'admission des étudiants étrangers »[4].
- 19 octobre 2009 : la ministre de l'Enseignement supérieur a suspendu le président de l'université, Laroussi Oueslati, et ses deux vice-présidents, Pierre Sanz de Alba et Yves Lucas, soupçonnés d'avoir entravé l'enquête administrative sur les procédures d'admission d'étudiants étrangers dans le cadre de l'affaire d'un présumé trafic de diplômes au profit d'étudiants de nationalité chinoise[5]. Début novembre 2009, Laroussi Oueslati démissionne.
- rentrée 2013 : l'université du Sud-Toulon-Var devient l'université de Toulon (UTLN).
- 3 octobre 2014 : le nouveau campus au niveau de la porte d'Italie (Champ de Mars[réf. nécessaire]) est inauguré. Ce grand ensemble, situé en face de la Faculté de Droit comprend l'enseignement des Sciences économiques et de Gestion qui se trouvaient auparavant sur le complexe de la Garde/la Valette.

### Historique des présidents
| Identité                                             | Période      | Période                          | Durée                      |
| Identité                                             | Début        | Fin                              | Durée                      |
| ---------------------------------------------------- | ------------ | -------------------------------- | -------------------------- |
| Pierre Broche (d) (né en 1942)                       | 1979         | 1982                             | 3 ans                      |
| Gérard Février (d) (né en 1945)                      | 1982         | 1987                             | 5 ans                      |
| Jean-Louis Vernet (d) (né en 1942)                   | 1987         | 1992                             | 5 ans                      |
| François Resch (d) (né en 1942)                      | 1992         | 1997                             | 5 ans                      |
| Jean-Louis Vernet (d) (né en 1942)                   | 1997         | 2002                             | 5 ans                      |
| Bruno Ravaz (d) (né en 1957)                         | 2002         | 2007                             | 5 ans                      |
| Laroussi Oueslati, (né en 1960)                      | 2007         | 2009 (suspension temporaire (en) | 2 ans                      |
| Par intérim : Philippe Tchamitchian (d) (né en 1957) | 2009         | 2011                             | 2 ans                      |
| Marc Saillard (d) (né en 1961)                       | 2011         | 2015                             | 4 ans                      |
| Éric Boutin (d) (né en 1966)                         | 2 avril 2015 | 1er avril 2019                   | 3 ans, 11 mois et 30 jours |
| Xavier Leroux (d) (né en 1974)                       | 2 avril 2019 | En cours                         | 5 ans, 11 mois et 30 jours |

## Quelques chiffres
- 35 hectares.

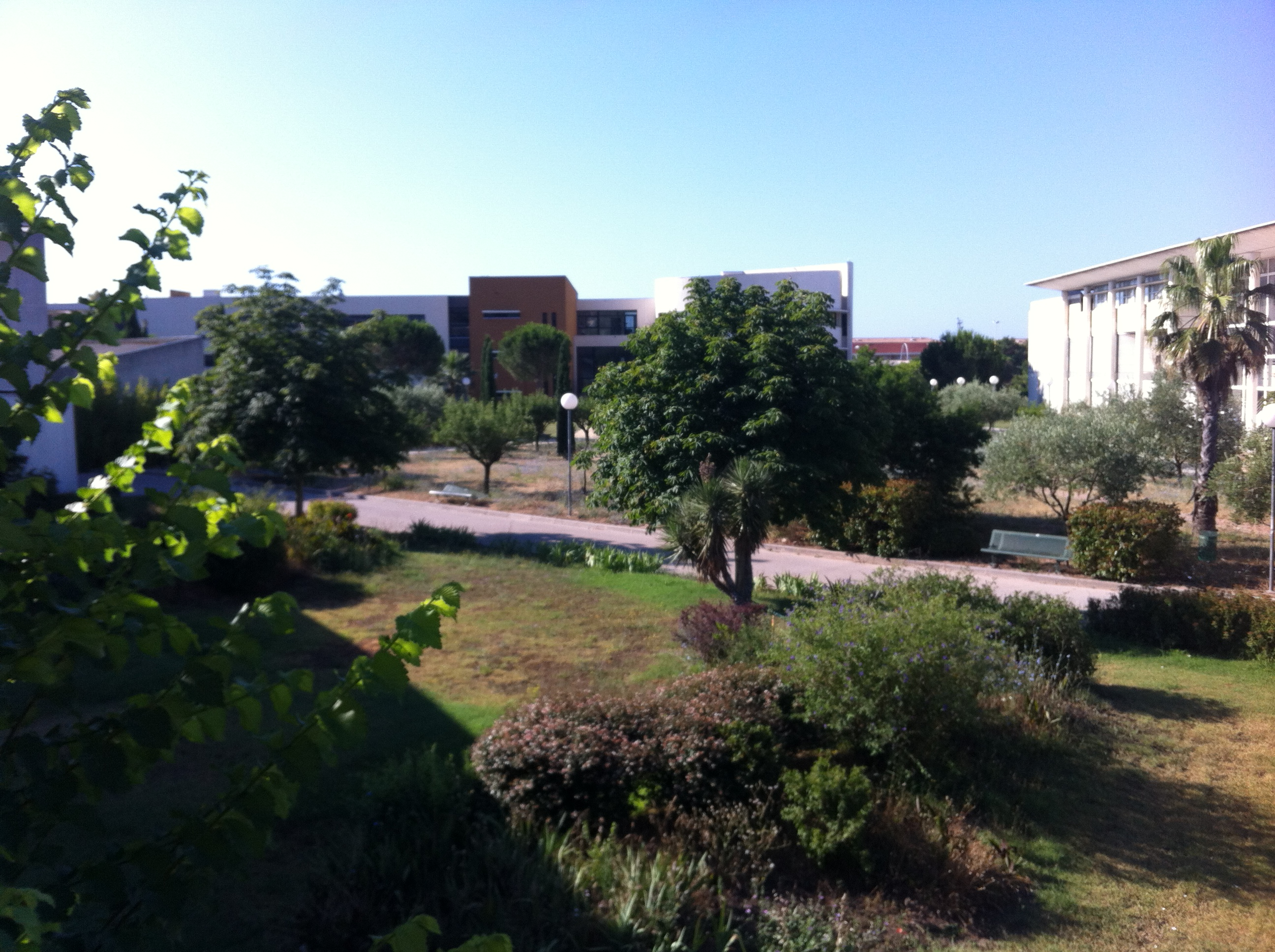
Bâtiment K de l'Université.

- 4 sites d'implantation : Toulon, La Garde - La Valette-du-Var, La Seyne-sur-Mer, Draguignan.
- Plus de 9 000 étudiants[16].
- Près de 500 postes d'enseignants dont 264 chercheurs et enseignants-chercheurs.
- 1500 intervenants extérieurs par an.
- Plus de 280 postes de personnels ingénieurs administratifs, techniciens et ouvriers de service et de santé.
- 9 composantes proposant près de 100 formations dans 4 domaines (Droit Économie Gestion, Sciences Technologies Santé, Arts Lettres Langues, Sciences Humaines et Sociales).
- 14 laboratoires de recherche : 8 laboratoires en Sciences et Technologies et 6 laboratoires en Sciences de l’Homme et de la Société.
- 2 Écoles doctorales « Mer et Sciences » et « Civilisations et Sociétés Euro-Méditerranéennes et Comparée » et 1 collège des Études doctorales
- Plus de 1 200 étudiants étrangers de 84 nationalités.

## Classement international
L'Université de Toulon occupe la 1 308e place au classement « Ranking Web of World Universities January 2017 » (61e place des universités françaises) qui a classé 12 000 écoles et universités en fonction du volume et de la qualité de leurs publications électroniques.

## Composantes d'enseignement

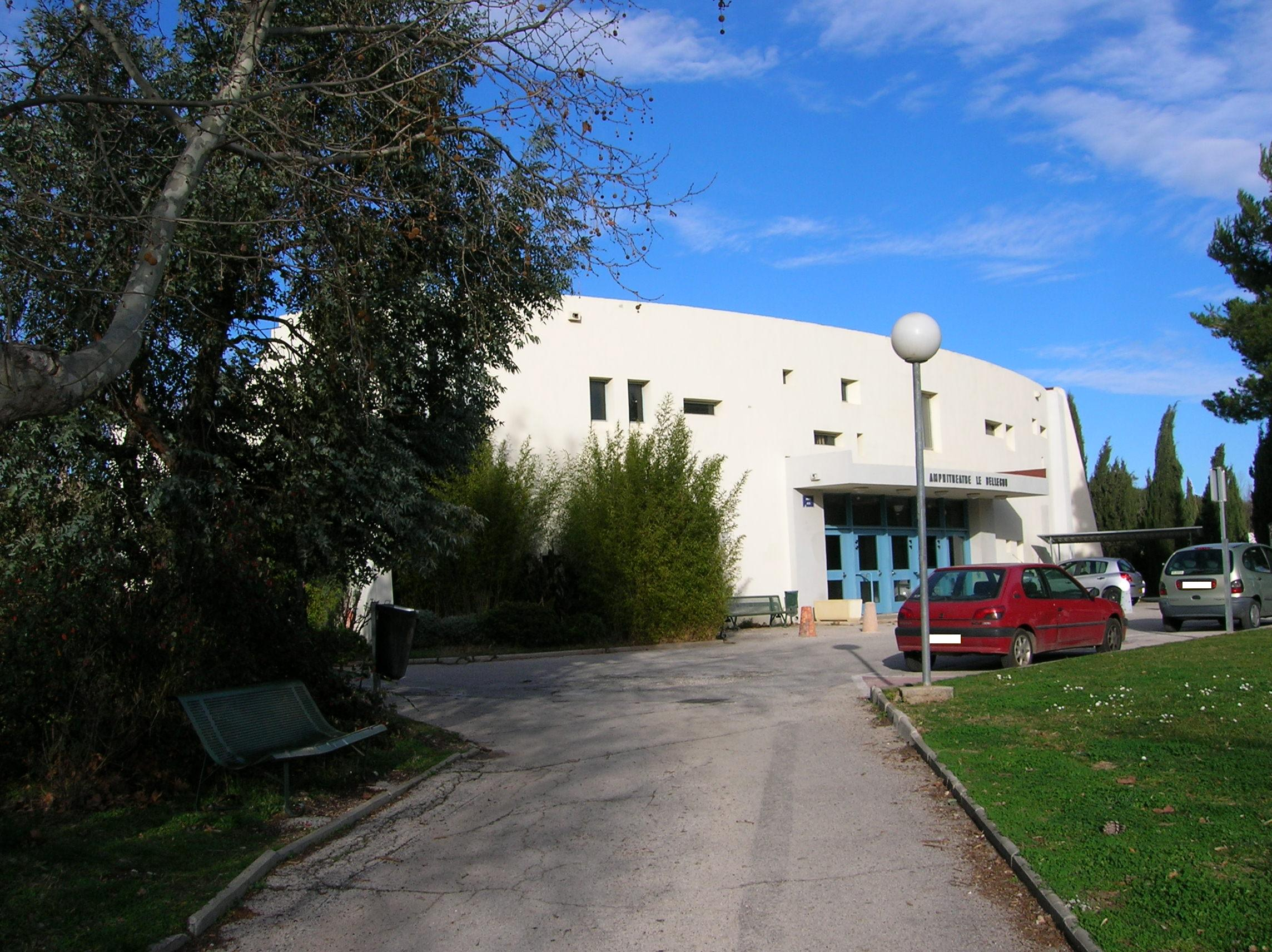
Un des Amphitéatres de l'université : l'« Amphi 400 ».

L'université est structurée en plusieurs types de composantes d'enseignement :

### Unités de formations et de recherche
- L'UFR Droit de Toulon et de Draguignan est une unité de formation et de recherche de l’université de Toulon, qui accueille environ 1 800 étudiants. Les formations sont assurées à Toulon et également, pour certaines d’entre elles, à l'antenne de Draguignan. Certaines formations sont dispensées en formation continue. La faculté de droit se situe à proximité du port et du Stade Mayol.

- L'UFR Ingémedia est une unité de formation et de recherche d'ingénierie de l'internet et du multimédia en sciences de l’information et de la communication interne à l'université de Toulon. Créée en 2002, elle est située sur le campus de La Garde. Elle propose des formations dans le secteur des technologies de l'information et de la communication (TIC) de niveau Bac+3 (licence professionnelle) à Bac +5 (master).

- UFR Sciences et Techniques

- UFR STAPS

- UFR Sciences Économiques et de Gestion

- UFR Lettres, Langues et Sciences Humaines

### Instituts
- École d'ingénieurs SeaTech
- Institut d'Administration des Entreprises (IAE)

### Institut universitaire de technologie
- IUT de Toulon

## Recherche

### Doctorat
- École doctorale n° 509 "Civilisations et Sociétés euro-méditerranéennes et comparées"

L'École doctorale n° 509 est la seule école doctorale implantée sur le campus de l'Université de Toulon. Elle est centrée sur une thématique en adéquation avec la stratégie scientifique de l'UTLN : les « Civilisations et les Sociétés euro-méditerranéennes et comparées ». Elle couvre l'ensemble des domaines des Sciences de l'Homme et de la Société présents à l'UTLN : Droit, Lettres et Sciences humaines, Sciences économiques, Sciences de gestion, Sciences de l'information et de la communication.
- Ecole doctorale n° 548 " Mer et Sciences"

- Collège des Études Doctorales

Créé le 8 juillet 2008, le Collège des Études Doctorales est chargé de coordonner, dynamiser les études doctorales au sein de l'établissement, et d'assurer la concertation avec les diverses structures de l'établissement ainsi qu'avec les établissements partenaires dans le cadre du développement d'une politique de site.

### Laboratoires de recherche
Mathématiques
- IMATH - Institut de Mathématiques de Toulon (UR 2134)

Sciences de la Terre et de l'Univers
- MIO - Institut Méditerranéen d'Océanologie (UMR CNRS 7294)

Physique et Sciences de l'Ingénieur - Chimie
- MAPIEM - Matériaux Polymères Interfaces Environnement Marin (UR 4323)
- IM2NP - Institut Matériaux Microélectronique Nanosciences de Provence (UMR CNRS 6242) avec en son sein un laboratoire commun avec Naval Group : le Laboratoire de Traitement de l’Information Sous-Marine (LTISM)

Physique et Sciences de l'Ingénieur
- COSMER - Conception de Systèmes Mécaniques et Robotiques (UR 7398)

- CPT - Centre de Physique Théorique (UMR CNRS 6207)

Sciences de l'Homme et des Humanités
- BABEL - Laboratoire Babel (UR 2649)
- IMSIC - Institut Méditerranéen des Sciences de l’Information et de la Communication

Sciences Politiques et Juridiques
- CDPC Jean-Claude Escarras - Centre de Droit et de Politique Comparés (UMR CNRS 6201)
- CERC - Centre d'Études et de Recherche sur les Contentieux (UR 3164)

Sciences Économiques et de Gestion
- CERGAM - Centre d'Etudes et de Recherche en Gestion d'Aix-Marseille (UR 4225)
- LEAD - Laboratoire d'Économie Appliquée au Développement (UR 3163)

Sciences de la Vie et de la Santé
- JAP2S - Jeunesse - Activité Physique Sportive - Santé

Sciences et Technologies de l'Information et de la Communication
- LIS - Laboratoire d’Informatique et Systèmes (UMR CNRS 7020)

### Publications
- Revue Babel

### Évolution démographique
Évolution démographique de la population universitaire 

| 2000  | 2001  | 2002  | 2003  | 2004  | 2005  | 2006  | 2007  |
| ----- | ----- | ----- | ----- | ----- | ----- | ----- | ----- |
| 9 652 | 9 549 | 9 529 | 9 486 | 9 593 | 9 747 | 9 671 | 9 457 |

| 2008   | 2009  | 2010  | 2011  | 2012  | 2013  | 2014  | 2015  |
| ------ | ----- | ----- | ----- | ----- | ----- | ----- | ----- |
| 10 034 | 9 901 | 9 122 | 9 056 | 8 596 | 8 507 | 8 760 | 9 188 |

| 2016  | 2017  | 2018  | 2019   | 2020   | 2021   | 2022   | - |
| ----- | ----- | ----- | ------ | ------ | ------ | ------ | - |
| 9 439 | 9 689 | 9 912 | 10 605 | 11 143 | 11 014 | 10 360 | - |

## Personnalités liées à l'université

### Enseignants
- Boris Cyrulnik, médecin neuropsychiatre et écrivain
- Valérie Gomez-Bassac, député
- Fabien Matras, député
- Martine Sagaert
- Laurence Vanin

### Étudiants
- Sonia Krimi, députée
- Jean-Baptiste Malet, Journaliste
- Cécile Muschotti, députée
- Laroussi Oueslati, ancien président de l'Université